# Torre de los Morrones (Jaén)
La Torre de los Morrones son los restos arqueológicos de una antigua torre medieval, levantados sobre otra torre anterior. Se ubica en el paraje conocido como Loma de las Salinas, entre Cárchel y Carchelejo, en el término municipal de Cárcheles, provincia de Jaén (Andalucía, España). Se sitúa a una altitud de unos 830 m s. n. m.

## Descripción
De la torre se conservan los cimientos circulares de la antigua torre, así como los restos de la reconstrucción de una torre de planta cuadrada que se realizó posteriormente sobre estos cimientos circulares.
La torre está compuesta de manera general por mampuestos irregulares con abundante argamasa.
Conectaba visualmente la Torre de la Estrella con la Torre de Cazalla, controlando el valle del Guadalbullón y los caminos de Cárchel y Carchelejo hacia Jaén y Granada. En la actualidad es empleada ocasionalmente como puesto de caza.

## Historia
La torre de los Morrones sirvió hasta el siglo XV como atalaya de control y vigilancia de la frontera cristiana en contacto visual con las dos torres anteriormente citadas, e incluso con el Castillo del Cerro de la Mezquita, formando parte de una red de comunicación óptica a lo largo del valle del Guadalbullón.

## Toponimia
El término «morrón», o «morrones» es de origen prerromano, abunda por toda Sierra Mágina y se refiere a un «monte de cima redondeada», como efectivamente es el perfil donde se asienta la torre. Suele estar relacionado con la linde entre dos o varios términos municipales, o como en este caso, como marca natural de frontera entre los reinos de Castilla y de Granada.